# Artère pancréatico-duodénale supéro-antérieure
L'artère pancréatico-duodénale supéro-antérieure (ou artère rétro-duodénale d’Edwards ou artère pancréatico-duodénale postérieure ou artère pancréatico-duodénale postéro-supérieure de Pedro Bellou ou artère pancréatico-duodénale droite supérieure de Rouvière) est une artère de l'abdomen et une des deux branches terminales de l'artère gastro-duodénale.

## Origine
L'artère pancréatico-duodénale supéro-antérieure nait de l'artère gastroduodénale derrière la première partie du duodénum au niveau du bord supérieur de la tête du pancréas.

## Trajet
L'artère pancréatico-duodénale supéro-antérieure se divise en deux branches lors de sa descente sur la face postérieure du pancréas une branche antérieure alimentant la face antérieure de la tête du pancréas et du duodénum, et une branche postérieure pour la face postérieure. 
Elles donnent de nombreux rameaux pancréatiques et de nombreux rameaux duodénaux. 

## Anastomoses
Ces branches s'anastomosent finalement avec les branches antérieure et postérieure de l'artère pancréatique inférieure pancréatique.

## Images supplémentaires

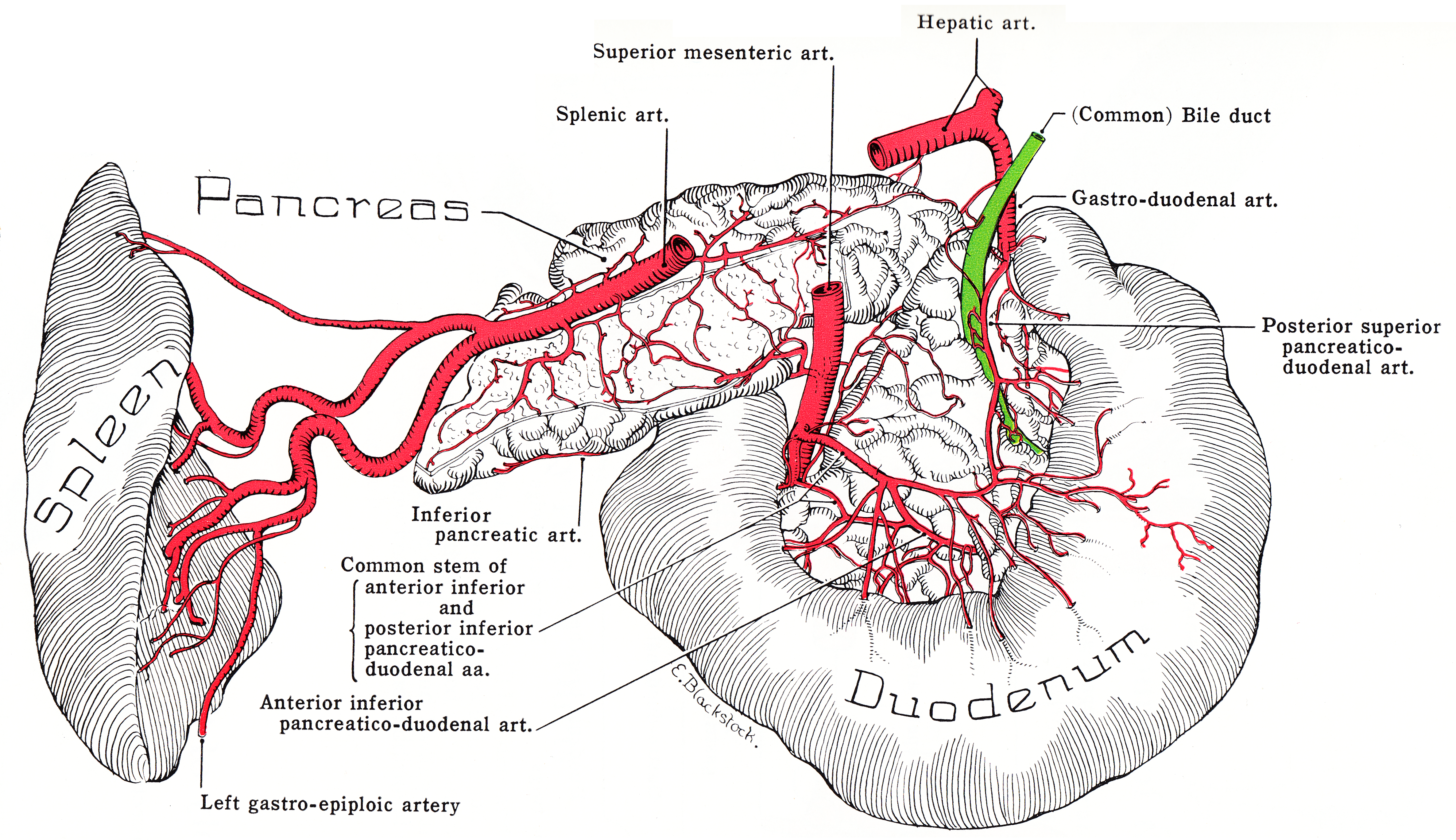
Dissection anatomique montrant l'origine des artères pancréatico-duodénales postérieures supérieures
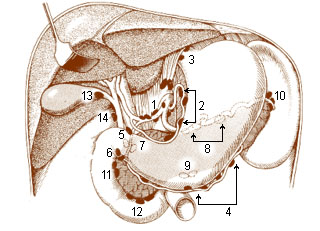
Artère pancréatico-duodénale supérieure légendée en #11